# Casa del Colonnato Tuscanico

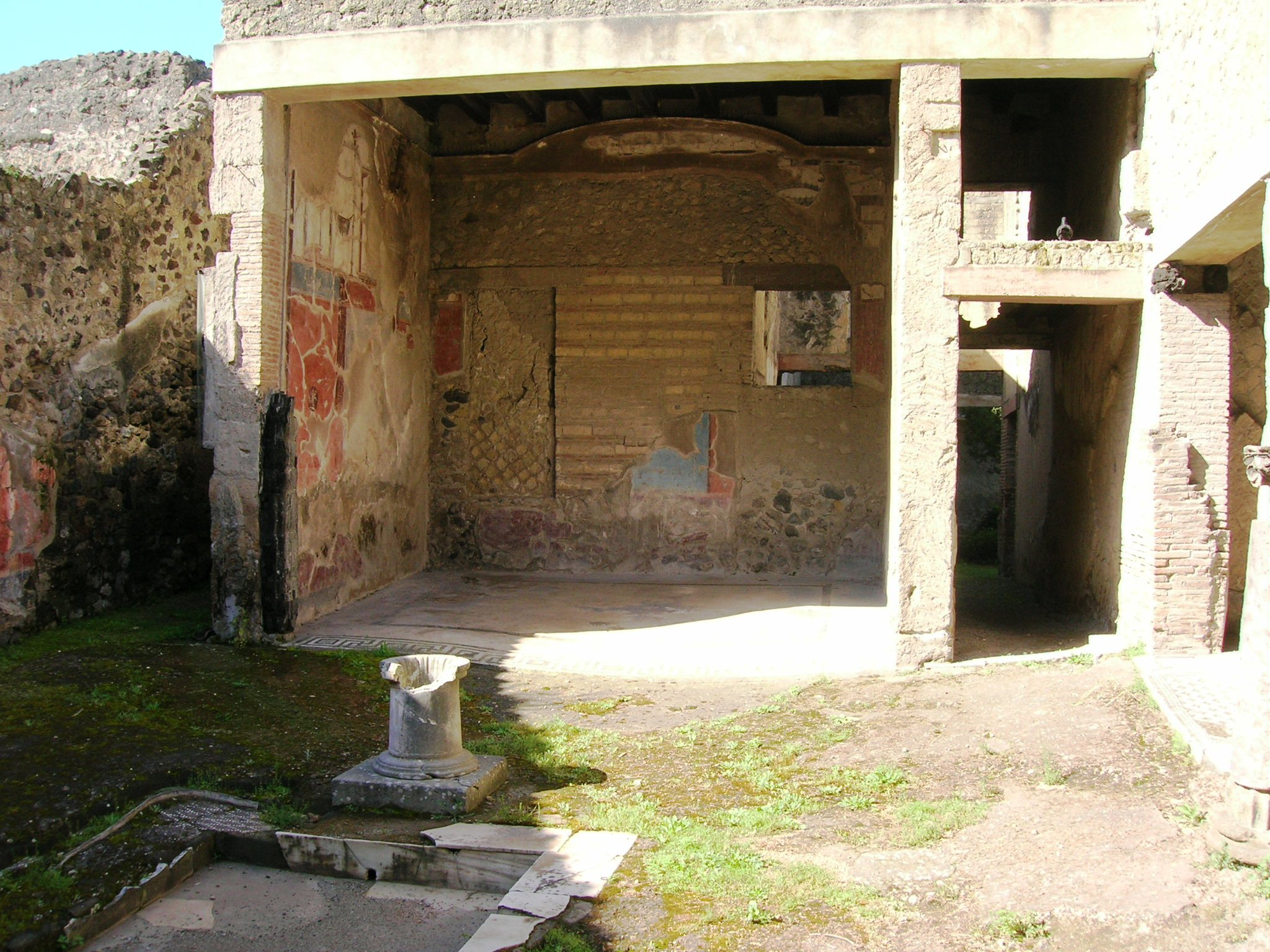
L'atrio

La casa del Colonnato Tuscanico è una casa di epoca romana, sepolta durante l'eruzione del Vesuvio del 79 e ritrovata a seguito degli scavi archeologici dell'antica Ercolano: deve il suo nome al colonnato di tipo tuscanico presente nel peristilio.

## Storia
La casa del Colonnato Tuscanico venne costruita in piena età repubblicana, alla fine della dominazione sannitica, nel II secolo a.C.; in seguito subì dei lavori di ampliamento, presumibilmente durante il periodo imperiale, quando ad essa venne aggiunta un'ulteriore piccola abitazione: fu in tale periodo che venne realizzato il peristilio, fu costruito il piano superiore e rifatta sia la pavimentazione che le pitture, in terzo stile. Subì notevoli danni a seguito del terremoto di Pompei del 62 e per tale motivo si resero necessari lavori di ristrutturazione che portarono alla divisione del piano superiore in quattro appartamenti, ognuno dotato di ingresso indipendente, ed al rifacimento di alcune pitture, in quarto stile; originariamente la dimora doveva essere di proprietà dei Marii Ercolanese, citati anche tra gli esponenti del decurionato cittadino, mentre in seguito passò sotto il controllo di Marcus Corneli Fructi, un liberto, come testimoniato da un sigillo ritrovato in una delle camere del piano superiore insieme a monete d'oro dal valore di millequattrocento sesterzi.
La casa venne sepolta sotto una coltre di fango a seguito delle colate piroclastiche verificatesi durante l'eruzione del Vesuvio del 79 e fu riscoperta nel XVIII secolo a seguito delle indagini borboniche; in questo periodo venne esplorata tramite cunicoli, mentre gli scavi a cielo aperto iniziarono per volere di Amedeo Maiuri nel 1939, tuttavia solo agli inizi degli anni sessanta si assistette ad un'esplorazione sistematica, in particolar modo nel periodo compreso tra il 24 novembre 1960 ed il maggio del 1961; altri sondaggi furono effettuati negli anni settanta da studiosi dell'università del Quebec, e durante la metà degli anni novanta.

## Descrizione

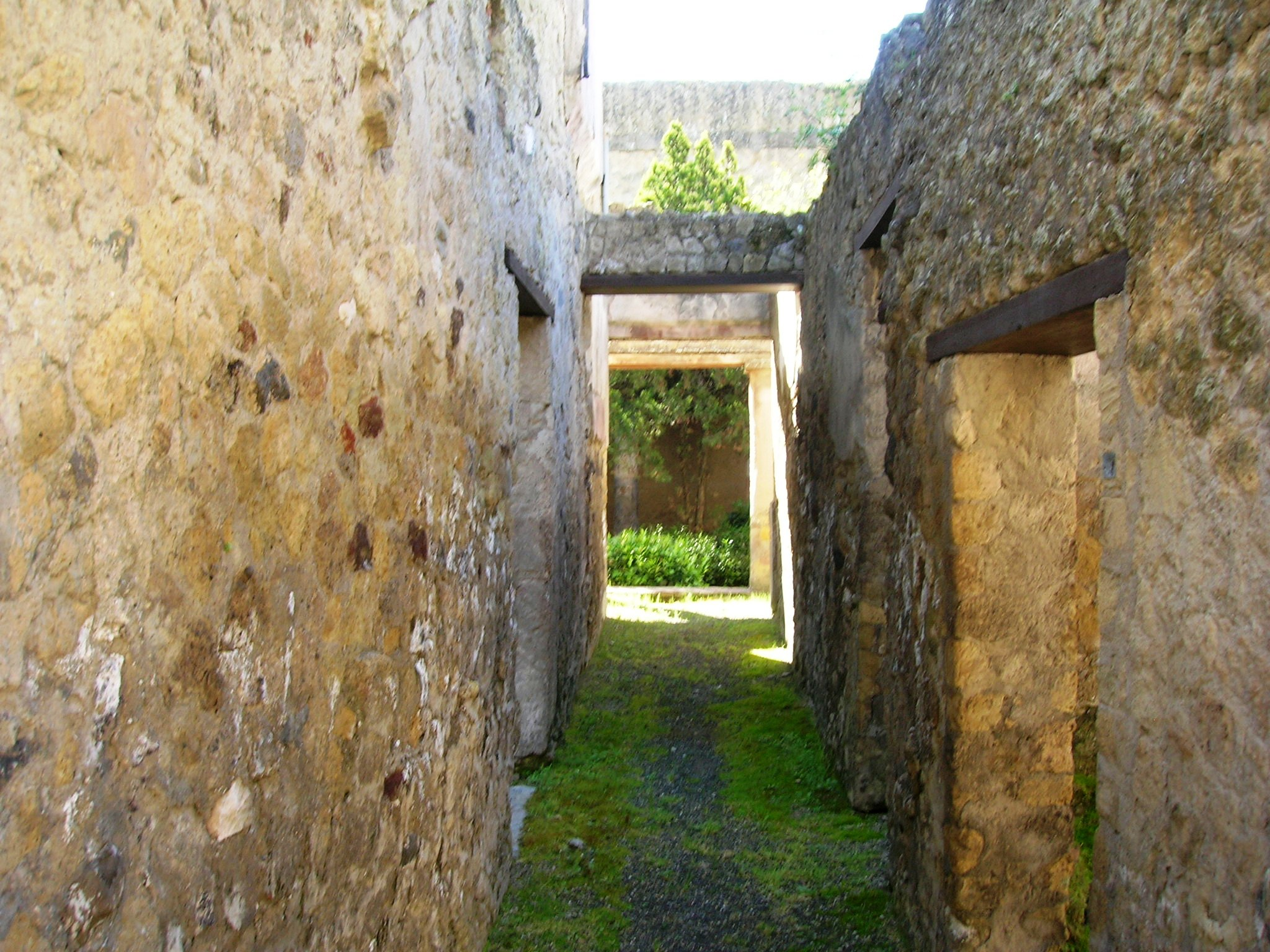
L'ingresso secondario

La casa del Colonnato Tuscanico è il frutto di continui ampliamenti nel corso degli anni: questo si riconosce innanzitutto dalle varie tecniche di muratura, con l'utilizzo di opus incertum negli ambienti più antichi, di opus reticolatum e vittatum in quelli mediani e laterizi nelle stanze più moderne; l'ingresso principale è posto lungo il decumano massimo, di fronte al foro e alla Basilica, mentre un ingresso secondario si trova lungo il cardo III, nei pressi del Collegio degli Augustali: questo, caratterizzato da due finestre, si trova tra una bottega ed una scalinata, che conserva ancora quattordici gradini in muratura, la quale portava al piano superiore dell'abitazione, che risulta quasi interamente crollato; l'ingresso principale invece, dove si notano ancora frammenti di legno carbonizzato dello stipite, si trova tra due botteghe: queste in origine non erano altro che due cubicoli della casa, trasformati in seguito in tabernae indipendenti, murando le porte di collegamento con l'atrio.
Superato l'ingresso si accede alle fauci, con pavimentazione in opus signinum, realizzata in tessere di travertino bianco a formare un rombo nel centro, e scarsi resti di decorazioni alle pareti, e poi all'atrio: questo è di tipo tuscanico, con al centro un impluvium in tufo, con puteale in calcare, rivestito in marmo dopo il terremoto del 62, quando perse la sua funzione originaria per diventare una fontana, alimentata da una fistula in piombo. Presenta una doppia pavimentazione sovrapposta, ad una distanza di otto centimetri l'una dall'altra: quella sottostante, visibile solo nei pressi dell'impluvium, è formate da tessere bianche molto piccole, mentre la seconda, sempre in cocciopesto, ha tessere bianche più grandi, che formano diversi disegni geometrici; la decorazione parietale, in quarto stile, è alquanto rovinata: è divisa in tre scomparti, con zoccolatura in azzurro, zona mediana in rosso con elementi architettonici e fregio in bianco decorato con ghirlande: una delle pereti dell'atrio risulta essere una degli esempi meglio conservati ad Ercolano di opus incertum, con l'utilizzo di tufo, pomici, lava, ciottoli e pietre scure non levigate.
Sull'atrio si affaccia l'oecus, realizzato in opus incertum e reticolatum: gli affreschi alle pareti sono in terzo stile e presentano, nella zona mediana, delle edicole centrali nelle quali sono raffigurate una natura morta, Menade seduta con Panisco e Due donne in conversazione, mentre la zona superiore è decorata con elementi architettonici; la pavimentazione è a mosaico in bianco e nero e sulla soglia d'ingresso è riprodotto una sorta di tappeto. Lungo la parete meridionale, durante l'eruzione, si aprì una fessura orizzontale, che provocò lo spostamento di circa venti centimetri della muratura della parte superiore su quella inferiore, evitando il crollo della stanza e degli ambienti del piano superiore. 

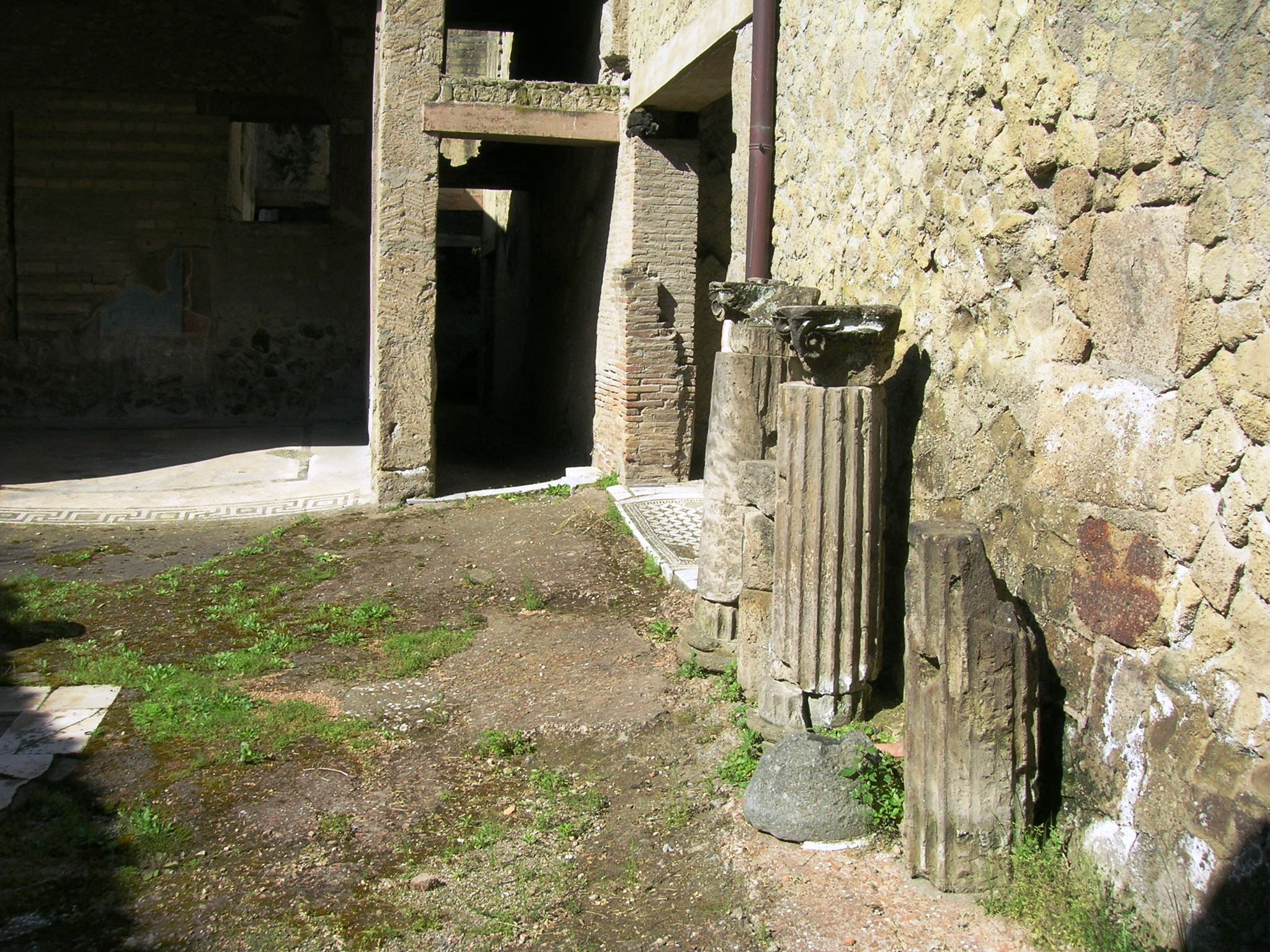
Resti di colonne e mosaici

In asse con l'atrio è il tablino, caratteristica che non si ritrova in alcun altra casa di Ercolano: privo del muro che doveva separarlo dall'atrio, era anche dotato di una finestra, murta durante l'età imperiale per far posto ad una scala che conduceva al piano superiore; la pavimentazione è a mosaico con soglia decorata con svastiche, mentre gli affreschi alle pareti sono tripartiti con il fregio superiore ornato con vasellame, animali marini e maschere, tra cui si riconosce Oceano; la stanza doveva essere inoltre coperta da un controsoffitto a volta, quasi interamente crollato. Il tablino è soppalcato e nell'ambiente che si apre su di esso era stato creato un caenaculum, nel quale al momento dello scavo venne ritrovato un tavolo tondo in ardesia con piede di marmo; accanto al tablino è un piccolo ripostiglio, originariamente chiuso da un cancello in legno a doppio battente e con pareti intonacate con calce e decorate con strisce grigie oblique: al suo interno si notano gli agganci per una scala in legno e le impronte di tre tavole lignee utilizzate come ripiani.
Il triclinio ha un pavimento a mosaico composto da una cornice in cinque fasce dove si alternano tessere in nero e giallo, mentre al centro sono ricostruite figure ottagonali in giallo e triangoli in nero; delle decorazioni parietali si conserva solo quella orientale, composta da una zoccolatura in nero con fasce bianche e rossa, la zona mediana in rosso con al centro quadretti con fondo bianco dove sono rappresentate una figura nuda, Tritone tra due delfini e Bacco ed Apollo, mentre la parte superiore, divisa da quella sottostante tramite una fascia con putti che cacciano, è in bianco arricchita con elementi architettonici: sono inoltre stati ritrovati pezzi di affresco che adornavano il soffitto, con volta a botte, sul quale era riprodotto un giovane Bacco con un boccole. Nei pressi del triclinio si apre il viridario ed un corridoio soppalcato tramite travi in legno, sul quale sono state rinvenute ventidue anfore in terracotta.
Il peristilio, con giardino centrale e realizzato nel periodo augusteo, presenta colonne in ordine tuscanico, in laterizio, dall'altezza di quasi due metri e mezzo, rivestite in stucco, con base colorata in ocra e nero e originariamente decorate con scanalature, poi eliminate a seguito dei lavori di restauro: lungo l'architrave che circondava il peristilio era poste delle antefisse sulla quali erano scolpite la testa di Medusa e di cui ne sono state rinvenute quindici; pochi gli affreschi rimasti, tutti in quarto stile, con zoccolatura in nero, zona mediana in rosso e fregio bianco con drappi ed edicole: al momento della costruzione, venne dotato anche di un soppalco, poi eliminato. Intorno al peristilio si aprono diversi cubicoli, tutti con pavimento a mosaico in bianco e nero a formare disegni geometrici racchiusi in una cornice, in particolare in uno si notano due cerchi concentrici al cui interno sono riprodotte una corona, foglie di edera, quadrifogli e serpenti, e opere pittoriche in quarto stile, con raffigurazioni di animali quali pavoni, cervi e cigni e di candelabri e motivi tessili. Nella cucina è stato scoperto un larario, decorato con teste di serpenti, sotto al quale è posto una sorta di ripiano realizzato in tegole, unite con malta, utilizzato come appoggio per le offerte: un foro era probabilmente usato o come pozzo o come lavabo; in uno dei ripostigli nei pressi dell'ingresso secondario, sono state rintracciate numerose anfore.
Ai lati dell'ingresso principale si aprono due tabernae: in quella di sinistra sono state rinvenute diciassette monete in bronzo e argento, oltre a vasetti in terracotta, e presenta un pavimento in opus sectile con pezzi di marmo a formare due quadrati e affreschi con zoccolatura nera, riquadri centrali in rosso e azzurro e fregio con fondo rosso, tipico del terzo stile, mentre quella di destra aveva un pavimento in opus signinum, asportato in epoca borbonica e le pareti rivestite in stucco: entrambi gli ambienti erano coperti con travi in legno.